# 1932年ロサンゼルスオリンピックの中華民国選手団
1932年ロサンゼルスオリンピックの中華民国選手団（1932年ロサンゼルスオリンピックのちゅうかみんこくせんしゅだん）とは、1932年7月30日から8月14日まで開かれた1932年ロサンゼルスオリンピックの中華民国選手団および、その競技結果である。参加選手は1名のみだった。

## 陸上競技

### 男子
- 劉長春
  - 男子100m：2次予選落ち（記録なし）[1]
  - 男子200m：予選落ち（記録なし）[1]